# 朱耀先
朱耀先（1622年11月4日—1664年9月），字友銅，四川重慶府合州人，明末政治人物。

## 生平
崇禎十五年壬午科中式四川鄉試第四名舉人，崇禎十六年癸未科會試書四房，中式第一百九十九名，殿試三甲第二百名，吏部觀政，弘光元年乙酉授廣東仁化縣知縣，未幾調福建侯官縣知縣，國變棄去，僑寓蘇州，清康熙三年甲辰八月卒，年五十餘，著有《雞肋集》若干卷。